# Stanovi (Brčko)
Pour les articles homonymes, voir Stanovi.
Stanovi (en serbe cyrillique : Станови) est un village de Bosnie-Herzégovine. Il est situé dans le district de Brčko. Selon les premiers résultats du recensement de 2013, il compte 264 habitants.

## Démographie

### Évolution historique de la population dans la localité
| 1948 | 1953 | 1961 | 1971 | 1981 | 1991 | 2013 |
| ---- | ---- | ---- | ---- | ---- | ---- | ---- |
| -    | -    | 409  | 402  | 398  | 353  | 264  |

|  |